# Hyperoplus lanceolatus
Hyperoplus lanceolatus  o llançó és una espècie de peix de la família dels ammodítids i de l'ordre dels perciformes.

## Morfologia
Els mascles poden assolir els 40 cm de longitud total.

## Distribució geogràfica
Es troba des de Spitzbergen fins a Portugal, incloent-hi Islàndia i la mar Bàltica.